# Casa Piera

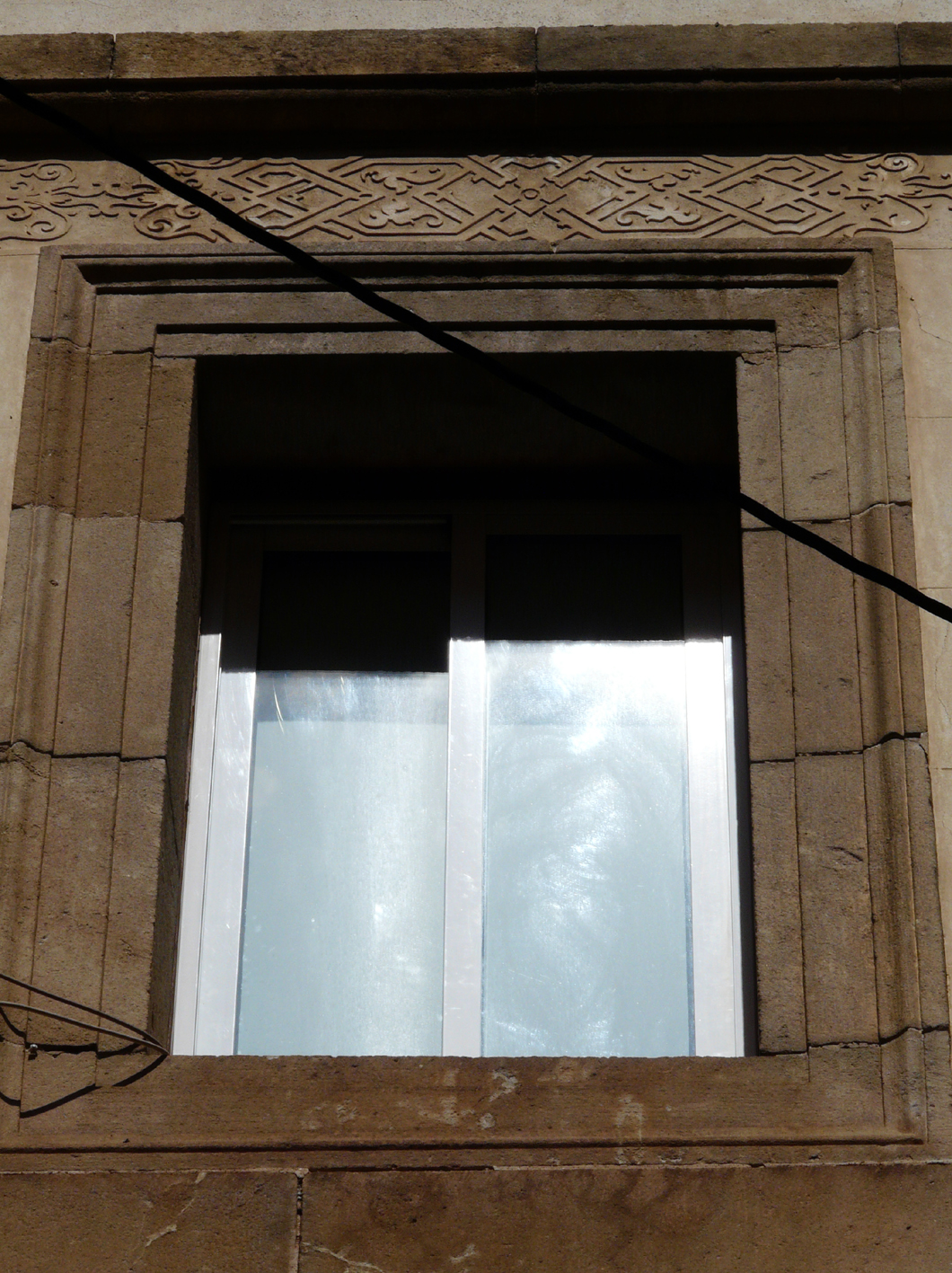
Detalle de una ventana.

La Casa Piera es un edificio situado en el número 4 de la calle del Sagrat Cor del barrio de Sarriá (Barcelona).

## Historia
Fou projectado en 1867 por el maestro de obras Antonio Valls y Galí (1798-1877) para el constructor Antoni Piera y Rosés para residencia habitual sobre una finca creada a partir de la segregación de Can Cotó, propiedad de la familia Rocabert desde 1704. Consta de cuatro plantas, de las que la planta baja tiene un trazado neoclásico. En la fachada figuran las iniciales del promotor y propietario: A(ntoni) P(iera). Durante las obras, que duraron casi un año, el Ayuntamiento de Sarrià obligó a los promotores a urbanizar parte de la calle, entonces llamada "Santa Madrona". En su construcción se utilizaron muros y paredes de ladrillo de fábrica macizo, entramados de arcos sobre vigas de madera y una cubierta flotante de triple capa de rasillas sobre listones y vigas de madera. Tan solo dos años antes, Valls había concluido las Casas Cerdà, que fueron las primeras del Ensanche.